# .ar
.ar највиши Интернет домен државних кодова за Аргентину. Администрира га Министарство спољних послова Аргентине.